# Stian Carstensen

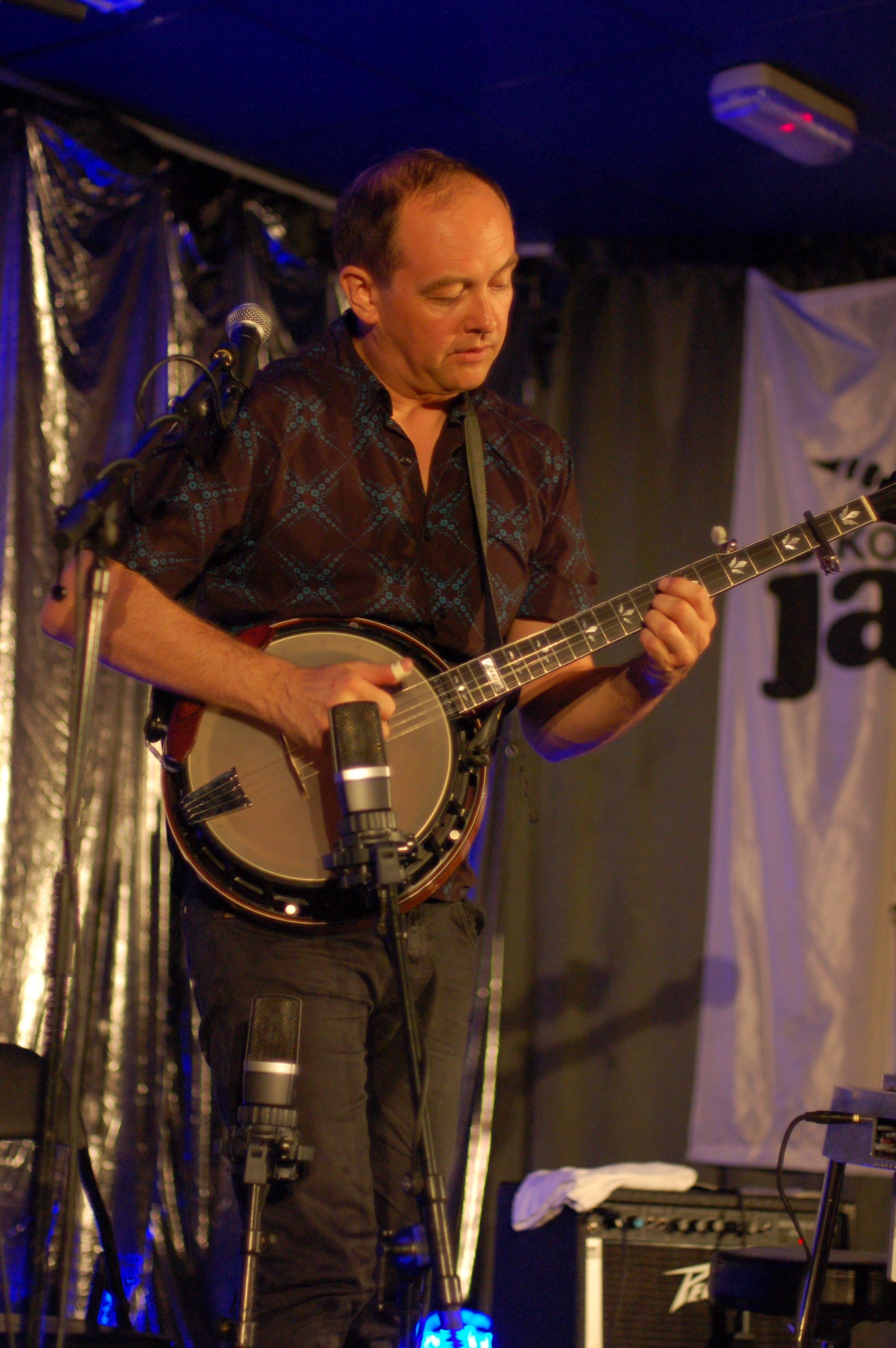
Stian Carstensen beim Kongsberg Jazzfestival 2011. Photo: Thomas Bjørndahl

Stian Carstensen (* 5. Januar 1971 in Eidsvoll) ist ein norwegischer Jazzmusiker (Akkordeon, auch Gitarre und Banjo).

## Leben und Wirken
Carstensen, dessen Vorfahren aus einer osteuropäischen Familie von Instrumentenbauern und Tanzmusikern stammen, erlernte das Akkordeonspiel im Alter von neun Jahren von seinem Vater und bekam danach eine klassische Akkordeonausbildung. Er trat mit klassischen Stücken in Rundfunk, Fernsehen und bei Festivals auf; zugleich spielte er mit seinem Vater, einem Bassisten, Swingjazz.
Im Alter von fünfzehn Jahren spielte er E-Gitarre in einer Rockband. Von 1991 bis 1993 studierte er Jazz am Konservatorium von Trondheim. In der Studienzeit gründete er mit seinen Kommilitonen Nils-Olav Johansen, Jarle Vespestad, Finn Guttormsen und Håvard Lund das Free-Jazz-Quintett Farmers Market. Nach dem Zufallsfund eines bulgarischen Volksstückes gewann die bulgarische Volksmusik zunehmend Einfluss auf den Stil der Gruppe. Nach einer Bulgarienreise entstand beim Molde International Jazzfestival 1994 das Live-Album Speed/Balkan/Boogie mit den Sängerinnen und Instrumentalisten von Le Mystère des Voix Bulgares.
Nebenher erlernte Carstensen das Banjo-Spiel im Bluegrass-Stil  und arbeitete mit Jon Christensen und Bendik Hofseth. 1996 nahm er das Quintett Farmers Market mit Trifon Trifonov sein erstes Album Music from the Hybrids auf, das sich der Balkanmusik öffnete. 1998 erhielt Carstensen einen Kompositionsauftrag für das Vossajazz Festival; seine Komposition wurde im April 1998 mit Jarle Vespestad, dem Engländer Django Bates und dem Niederländer Ernst Reijseger aufgeführt.
2000 erschien das Album Farmers Market; die Band unternahm eine Tournee durch Europa und Japan und trat beim North Sea Jazz Festival in Den Haag auf. 2001 unterstützte Carstensen die Sängerin Silje Nergaard bei einigen Konzerten während der Tournee zur Vorstellung ihres Albums Port of Call. 2004 erschien das Album Backwards into the Backwoods mit Iain Ballamy, 2005 folgte Rose Room mit Jimmy Rosenberg.